# Ginals
Ginals é uma comuna francesa na região administrativa de Occitânia, no departamento de Tarn-et-Garonne. Estende-se por uma área de 24,15 km². Em 2010 a comuna tinha 211 habitantes (densidade: 8,7 hab./km²).